# My Number One
My Number One è un singolo della cantante greca Helena Paparizou, pubblicato il 24 marzo 2005 come secondo estratto dalla ristampa del primo album in studio Protereotita.
Il singolo è stato pubblicato dopo la vittoria del brano all'Eurovision Song Contest 2005. Per aver venduto più di 10 000 copie in Svezia e Grecia, è stato certificato in entrambi i Paesi disco d'oro.
Un frammento della canzone può essere ascoltato nella canzone kannada "Thara Thara Onthara" di Shaan nel film Bindaas

## Classifiche
| Classifica (2005) | Posizione massima |
| ----------------- | ----------------- |
| Austria           | 44                |
| Belgio            | 10                |
| Danimarca         | 19                |
| Germania          | 37                |
| Grecia            | 1                 |
| Paesi Bassi       | 24                |
| Romania           | 4                 |
| Russia            | 19                |
| Svezia            | 1                 |
| Svizzera          | 15                |
| Ungheria          | 9                 |